# Antonio Oliver Villanueva
Antonio Miguel Oliver Villanueva (Palma de Mallorca, 1901 - Jerez de la Frontera, 24 de agosto de 1936) fue alcalde de Jerez de la Frontera en 1936. Tomó posesión el 13 de marzo de 1936 y cesó el 19 de julio de 1936. Perteneció a Izquierda Republicana y fue fusilado al comienzo de la guerra civil.

## Biografía
Oliver se presentó a la convocatoria de empleo de la Dirección General de Correos, para el puesto de oficial de telégrafos, obteniendo la plaza, una vez examinado en Madrid, a principios de 1921. Llegó a Jerez, en 1922 para  hacerse cargo de la plaza de oficial de telégrafos que había obtenido.
Se afilió al partido Izquierda Republicana en 1935. La primera vez que aparece en un acto político  sería el domingo 12 de enero de 1936, en un mitin que dio su partido en el Teatro Eslava. En este acto, cuya presidencia estaba ocupada por el exalcalde Francisco Germá Alsina, Manuel Muñoz (diputado a Cortes), Juan Mª Aguilar, y Manuel Vázquez Moro, pidieron el voto para "cambiar de una vez por todas los malos designios del país que se encontraba en total bancarrota."
En las elecciones del 16 de febrero de 1936, el Frente Popular, alcanzó el triunfo, siendo repuesto como alcalde Francisco Germá Alsina.
No obstante, el 13 de marzo, una nueva designación interna de concejales dio como resultado el nombramiento de Antonio Oliver como alcalde de la nueva Comisión Gestora Municipal. Esta estaba constituida por el alcalde, los tenientes de alcalde Gómez Serrano, Taboada, Apolo, Díaz Martínez, Castilla, Retamero, Tocón y López Bellido, y los gestores Gómez Álvarez, Orge, Infante, Carrascal, Muñoz, Torralvo, Pedregal, Cañete, Contreras, Durán, Jaén, Ortiz, Romero, Pérez Cabello, García Paradas, Núñez, Cuevas, Vacas, Díaz y Hoyas. 
Cuentan algunos testimonios, que a mediados de agosto, el comandante golpista Salvador Arizón Mejías, VII Marqués de Casa Arizón, le acusó de haberse intentado poner en contacto con el gobierno de la República, desde su oficio de telegrafista.
La noche del 24, lo llevaron a la tapia del cementerio, junto al pino grande, allí le mataron. Recibiendo un disparo en la pierna, aunque posteriormente fue rematado en el suelo y abandonado su cadáver. Cuenta la familia, que el cuerpo fue hallado por el guarda del cementerio, que avisó inmediatamente al suegro del difunto Oliver. Lo enterraron en la tumba de unos amigos, donde aún permanece.